# Климовськ
Кли́мовськ (рос. Климовск) — колишнє місто обласного підпорядкування у Московській області Росії, за 21 км на південь від МКАД, та в 1 км на південь від Подольська. Залізнична станція Гривно на лінії Москва — Курськ. Населення станом на 2003 рік — 56207 осіб. У червні 2015 року включений в межі міста Подольська.

## Розташування
Місто розташовано у безпосередній близькості від Подольська, на берегах річок Рожай та Петриця, на водорозділі Мочі та Рожайки.

## Рельєф
Климовський ландшафт склався на ділянці де водольодовикові потоки пізньомосковського періоду мали застійний характер тому в структурі місцевого ландшафту переважають озерно-водньо-льодовикові рівнини, які займають понад 80 % площі. На південно-східній околиці Климовська розташовано родовище глин та легкоплавких суглинків для цегли яке, втім, не розробляється.

## Історія

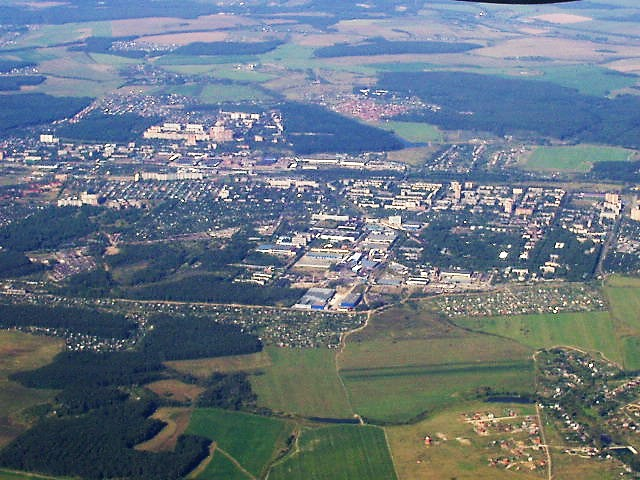
Вид на місто

У першій половині XIX століття на місці сучасного Климовська знаходилось село Климовка поруч з яким проходила дорога Москва — Серпухов — Тула. У середині XIX ст.. у Климові було 28 дворів в яких проживало 228 людей, поруч знаходилось село Гривно де було 7 дворів та 41 мешканець. Виникнення і розвиток Климовська тісно пов'язано з історією машинобудівного заводу. 1882 року була збудована Московсько-Курська залізниця що дозволило групі фабрикантів збудувати завод з виробництва запасних частин для ткацьких верстатів. До 1897 році на підприємстві працювало 722 робітників. Поруч виникло і заводське селище.
Після жовтневого перевороту 1917 р. було організовано Климовську сільську раду до складу якої увійшли селище заводу, село Климовка та пристанційне селище. Від заснування у селищі яснував водогін довжиною 800 метрів, але він обслуговував лише потреби заводу. 1918 року машинобудівний завод було націоналізовано.
У 30-ї роках у селищі також запрацювала фетровзуттєва фабрика. Також розпочалось житлове будівництво. 1928 року заводське селище офіційно отримало статус робітничого селища, а у 1933 році до нього було приєднане село Климовка. У 1935-1938 суттєво зріс житловий фонд, у тому числі збудовано перший чотириповерховий будинок. До 1940 року селище було повністю електрифіковано, 52 % житла обладнано водогоном та каналізацією, 47 % — центральним опаленням.
7 жовтня 1940 селище було перейменовано в місто Климовськ, до його складу увійшло селище Весняне. У жовтні 1941 року Климовськ знаходився у прифронтовій зоні.
У повоєнні роки місто почало інтенсивно рости та забудовуватись. У 1947 році було відкрито греблю через річку Петриця. Наприкінці 1960-х років заново було забудовано центр Климовська, у 1960 році відкрито нову будівлю міського Будинку культури.
Станом на 1961 рік у місті було 87 вулиць довжиною 44 км, 8 шкіл, 2 аптеки, 2 зубопротезних кабінети, 10 дитячих установ, 2 відділення зв'язку, 2 лазні. Цього ж року починається асфальтування вулиць — Центральної та Шкільної. Водночас Климовський штампувальний завод був залучений до виконання замовлень космічної галузі. 28 січня 1977 року Климовськ отримав статус місто обласного підпорядкування. На цей момент житловий фонд становив 500 тисяч кв. метрів, 6 загальноосвітніх шкіл, два Палаци культури, Будинок піонерів. У 1993 році місто отримало статус наукограда.

## Символіка
Місто Климовськ має власну символіку — герб, прапор, а також гімн.

## Міський округ
Климовськ є єдиним населеним пунктом в однойменному міському окрузі. Рада депутатів міського округу складається з 20 депутатів з числа яких обирають голову.

## Промисловість
Місто Климовськ є важливим промисловим центром Московської області, тут розташовані заводи з виробництва текстильних верстатів-автоматів, сільськогосподарської техніки, харчові та оборонні підприємства, завод залізобетонних виробів. 1992 року одне з найстаріших підприємств міста: гривненська фабрика іграшок була включена у перелік підприємств, які виготовляють вироби народних художніх промислів. Також у Климовську знаходиться Центральний науково-дослідний інститут точного машинобудування який є найбільшим в Росії розробником оборонної продукції і головним НДІ із стрілецько-гарматної зброї.

## Торгівля
Климовськ став другим містом в Росії де відкрився гіпермаркет «Глобус», а 2010 року тут розпочалось будівництво гіпермаркету «Леруа Мерлен», який торгує товарами для будівництва.

## Транспорт
31 жовтня 2007 року у місті відкрився Сергіївський шляхопровід що дозволило з'єднати два райони міста та полегшити транспортне сполучення між ними.
У місті розташовано дві залізничні станції Весіння та Гривно.
19 червня 2014 року було оголошено про плани уряду Московської області збудувати першу ділянку наземного метро, яке з'єднає Подольськ-Климовськ та Домодєдово-Раменське. Довжина цієї ділянки становить 52-54 кілометри. У пікові години планований пасажиропотік становитиме 10 тисяч людей.
Також у місті було створено ініціативну групу «Обходу — ні!» яка виступала проти будівництва дороги «Південний обхід міста Подольська» і мала пройти через подольський широколистний ліс. Громадськість вважає цю будову найкорумпованішою у Підмосков'ї, а сама будова вирішує за рахунок мешканців Климовська проблеми інших муніципальних утворень.

## Населення
| Рік  | тис. чол | рік  | тис. чол | рік  | тис. чол | рік  | тис. чол |
| ---- | -------- | ---- | -------- | ---- | -------- | ---- | -------- |
| 1926 | 0.2      | 1979 | 53.9     | 2000 | 55.4     | 2010 | 56.1     |
| 1931 | 3.3      | 1982 | 55       | 2001 | 55.1     | 2011 | 56.2     |
| 1939 | 10.9     | 1986 | 57       | 2003 | 55.6     | 2012 | 56.4     |
| 1959 | 29,5     | 1989 | 56,7     | 2005 | 55.4     | 2013 | 56.2     |
| 1967 | 37       | 1992 | 57.5     | 2006 | 55.3     |      |          |
| 1970 | 42,9     | 1996 | 55.9     | 2007 | 55.6     |      |          |
| 1976 | 52       | 1998 | 56       | 2008 | 55.7     |      |          |

## Освіта
У 2010-2011 навчальному роках у школах міста навчалось 4938 учнів, відкрито 189 класів. У дошкільних освітніх закладах перебувало 2260 дітей, що становило 76 % дітей дошкільного віку.

Вища освіта у місті представлена Климовською філією недержавної освітньої установи вищої професійної освіти. У цьому закладі навчання ведеться за спеціальностями «Економіка», «Туризм», «Готельна справа», «Юрспуденція», «Психолого-педагогічна освіта», «Менеджмент».

## Культура, ЗМІ
У місті працює історико-краєзнавчий музей

## Пам'ятки історії та архітектури
Оскільки місто Климовськ виникло в радянські часи у самому місті немає пам'яток історії та архітектури, а в самому місті є кілька пам'ятників присвячених II світовій війні — обеліск «Скорбна мати», а на станції Гривно пам'ятник климовчанам, які загинули в роки II Світової війни.
Втім в околицях міста можна знайти цікаві архітектурні пам'ятники та ансамблі — з церков це Вознесенська (1819) у селі Сатино-Русскоє, Федорівська (1834-1837) у селі Ворсино, Миколаївська (1662) в селі Никольське. Також варта уваги садиба Вороново де у 1812 році розташовувався штаб М. І. Кутузова, а також Кльоново та Воробйово.

## Релігія
У радянські часи у місті не було храмів, їх будівництво розпочалось лише після розпаду СРСР. Зокрема у 1996 році на території цвинтаря розпочато будівництво храму Всіх Святих. Перше Богослужіння у ньому відбулось 5 квітня 1998 року.

У 2002 році почалось будівництво храму Сергія Священомученика який розташовано у центрі міста. Перше Богослужіння відбулось 12 червня 2006 року, престольне свято — 15 грудня священомученика Сергія Подольського. Обидва храми належать до Московської єпархії РПЦ

## Видатні особи пов'язані з Климовськом
- Зінов'єва Наталія Анатоліївна (* 1970) — російський вчений-біотехнолог
- Савельєв Євген Петрович (1918-2004) — герой Радянського Союзу
- Харьковський Петро Федорович (1923-1998) — герой Радянського Союзу
- Холодов Дмитро Юрійович (1967-1994) — російський журналіст

## Міста-партнери
- Іхтіман (Болгарія)
- Новочебоксарськ (Росія)

## Цікаві факти
Климовський штампувальний завод до Московської Олімпіади випустив спеціальні патрон серії «Олімп», а ЦНДІ розробив нові моделі гвинтівок та пістолетів. Патрони климовського виробництва використовували радянські спортсмени під час виступів на Московській олімпіади.